# Диаграмма Максвелла — Кремоны
Диагра́мма Ма́ксвелла — Кремо́ны — используемый в теоретической механике графический метод определения усилий в плоских статически определимых фермах. Принадлежит английскому физику Дж. Максвеллу и итальянскому математику Л. Кремоне. Применяется также в строительной механике и сопротивлении материалов. 
Метод опирается на графический вариант формулировки условия равновесия системы сходящихся сил: Многоугольник сил, приложенных к узлу фермы, включая усилия в стержнях, в случае равновесия должен быть замкнут.
Многоугольник строится по принципу «head and tail» — начало одного вектора приходится на конец другого. В диаграмме Максвелла — Кремоны даётся правило, согласно которому исключается повторное построение усилий.
Начинают построение с определения реакций опор — как правило, аналитическими методами (составление уравнений проекций сил и уравнения моментов). Последнее полученное в процессе построения усилие является проверочным, так как оно может быть найдено двумя способами.
Считается, что первым в 1864 году метод предложил Дж. Максвелл, а через 8 лет — Л. Кремона. При этом Кремона признал приоритет Масквелла. Однако доказано, что саму идею метода впервые разработал У. Рэнкин в 1858 году
. 
В практических расчётах ферм в настоящее время этот метод не применяется как устаревший. На смену ему пришли аналитические (метод вырезания узлов, метод Риттера) и компьютерные методы. Менее известен метод замены стержней Геннеберга (вариант метода сил).